# 顯平鮋
顯平鮋，為輻鰭魚綱鮋形目鮋亞目平鮋科的其中一種，為溫帶海水魚，分布於東北太平洋阿拉斯加Kenai半島至美國加州北部海域，棲息深度0-366公尺，本魚體紅褐色，具有黑色斑塊，斑塊至背部褪呈白色，鰭透明，臀鰭圓形，頭部棘強，頸背無棘，背鰭硬棘13枚;背鰭軟條14-15枚;臀鰭硬棘3枚;臀鰭軟條7枚，體長可達18公分，棲息在岩石底質底層水域，卵胎生，幼魚具漂浮性，生活習性不明，可做為觀賞魚。